# Roger L. Stevens

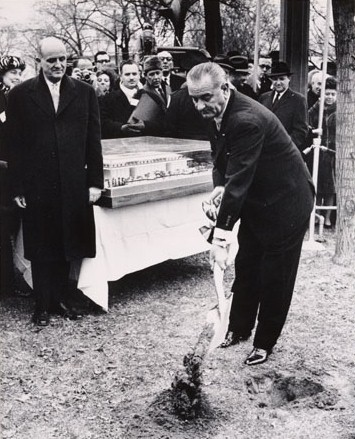
Roger L. Stevens (links) kijkt toe hoe President Johnson de grond omspit (december 1964).

Roger Lacey Stevens (Detroit, 12 maart 1910 - 2 februari 1998) was een Amerikaans theaterproducent. Hij was de voorzitter van zowel het John F. Kennedy Center for the Performing Arts als het National Endowment for the Arts, centra voor uitvoerende kunsten.
Stevens studeerde aan de Universiteit van Michigan. In zijn carrière produceerde hij meer dan honderd toneelstukken en musicals, waaronder West Side Story, Cat on a Hot Tin Roof en Bus Stop. Voor zijn werk ontving hij in 1971 de Special Tony Award. Stevens was tevens werkzaam als algemeen directeur van de Actors Studio en producent van de Playwrights Company, een onderdeel van de American National Theater and Academy. Samen met Robert Whitehead en Robert Dowling richtte hij in 1953 een productiebedrijf op.
In 1961 werd Stevens door de toenmalige president John F. Kennedy gevraagd om een zogeheten Natural Cultural Center op te richten. Daarnaast werd hij de voorzitter van de raad van bestuur van het Kennedy Center.
In 1988 werd Roger Stevens door Ronald Reagan onderscheiden met de Presidential Medal of Freedom. In datzelfde jaar ontving hij de National Medal of Arts, de hoogste onderscheiding die een artiest in de Verenigde Staten kan krijgen. De ontvangers worden geselecteerd door het National Endowment for the Arts, waarvan Stevens zelf ook voorzitter was. Door het Kennedy Center werd hij gekozen als winnaar van de Kennedy Center Honors, een prijs voor kunstenaars die met hun werk een belangrijke bijdrage hebben geleverd aan de cultuur van de Verenigde Staten.

## Theaterproducties
- Broken Glass (1994)
- The Kentucky Cycle (1993)
- She Loves Me (1993)
- Shadowlands (1990)
- Death of a Salesman (1984) (winnaar Tony Award, categorie beste reproductie)
- On Your Toes (1983) (winnaar Tony Award, categorie beste reproductie)
- Bedroom Farce (1979)
- Deathtrap (1978)
- Old Times (1971)
- Indians (1969)
- Half a Sixpence (1965)
- Slow Dance On the Killing Ground (1964)
- Strange Interlude (1963)
- A Man for All Seasons (1962) (winnaar Tony Award, categorieën beste toneelstuk en beste producent)
- The Caretaker (1961)
- The Visit (1958)
- A Touch of the Poet (1958)
- West Side Story (1957)
- Time Remembered (1957)
- The Rope Dancers (1957)
- Separate Tables (1956)
- The Waltz of the Toreadors (1956)
- Bus Stop (1955)
- Cat on a Hot Tin Roof (1955)